# ماساهیرو تاکاشیما
ماساهیرو تاکاشیما (انگلیسی: Masahiro Takashima؛ زادهٔ ۲۹ اکتبر ۱۹۶۵) بازیگر و خواننده ژاپنی است. وی از سال ۱۹۸۷ میلادی تاکنون مشغول فعالیت بوده‌است.
از فیلم‌هایی که وی در آن نقش داشته‌است، می‌توان شوق صعود، گودزیلا در برابر گودزیلای مکانیکی ۲، پادشاهی و هتل نقاب پوشان را نام برد.